# Grand prix-serien i tennis
Grand prix-serien i tennis var en professionel tennistour for mandlige spillere, der eksisterede fra 1970 til 1989. Grand prix-serien og World Championship Tennis (WCT) var forgængere for den nuværende tour for herrespillere, ATP Tour, hvor grand prix-serien var den mest prominente af de to.

## Baggrund
Før begyndelsen af tennissportens åbne æra startede i 1968, hvorfra alle turneringer blev åbne for professionelle spillere, var populære professionelle tennisspillere såsom Suzanne Lenglen og Vincent Richards kontraktligt tilknyttet professionelle promotorer. Amatørspillere stod under deres nationale forbunds jurisdiktion. Promotorerne overtalte ofte de førende amatørspiller, f.eks. Pancho Gonzales og Rod Laver, til at skrive kontrakt med deres respektive tours med løftet om gode præmiepenge. Men disse førte til finansielle vanskeligheder, når spillerne blev lønnet for højt, eller hvis faldende tilskuertal medførte manglende indtægter.
I begyndelse af 1960'erne begyndte de professionelle tours at falde fra hinanden, og overlevede kun fordi U.S. Pro Tennis Championships, der ikke havde kunnet give præmiepenge til mesteren i 1963, modtog præmiepenge fra First National Bank of Boston til turneringen i 1964. Samtidig blev konceptet "shamateurism", hvilket dækkede over, at amatørspillere modtog penge under bordet for at forblive amatører, åbenbart for Wimbledon-mesterskabernes formand, Herman David.
I 1967 offentliggjorde David, at en professionel turnering ville blive afholdt i All England Lawn Tennis and Croquet Club efter Wimbledon-mesterskaberne 1967, der som sædvanligt havde været forbehold amatører. Denne turnering blev tv-dækket af BBC og styrkede den folkelige støtte til professionel tennis. I slutningen af 1967 blev de bedste amatørspillere professionelle, hvilket banede vejen for de første åbne turneringer i 1968. Nogle professionelle var på dette tidspunkt uafhængige af en promotor, f.eks. Lew Hoad, Luis Ayala og Owen Davidson, men de bedste spillere var på kontrakt hos en af følgende to professionelle tours:
- National Tennis League (NTL) (styret af George McCall og Fred Podesta):
  - Rod Laver, Roy Emerson, Ken Rosewall, Andrés Gimeno, Pancho Gonzales og Fred Stolle
- World Championship Tennis (WCT) (styret af David F. Dixon, Albert G. Hill Jr. og Lamar Hunt):
  - The Handsome Eight: John Newcombe, Tony Roche, Niki Pilić, Roger Taylor, Pierre Barthès, Butch Buchholz, Cliff Drysdale og Dennis Ralston.

Den den åbne æra begyndte i 1968 viste det sig, at turneringerne tit manglede enten NTL- eller WCT-spillerne. Den første åbne turnering, British Hard Court Championships i Bournemouth, blev afviklet uden WCT-spillere ligesom French Open 1968. I 1970 deltog NTL-spillerne ikke i Australian Open, fordi deres organisation ikke modtog en ønsket garanti.

## Etablering af grand prix-serien
De professionelle promotorers manipulering af grand slam-turneringerne i begyndelsen af den åbne æra fik Jack Kramer, verdens førende mandlige spiller i 1940'erne og 1950'erne, til at foreslå grand prix-konceptet i 1969. Han beskrev det som "en serie af turneringer med en bonuspræmiepulje, der skulle deles på gundlag af et kumulativt pointsystem." Dette ville tilskynde de bedste spillere til hyppigt at deltage i serien, så de kunne opnå en andel af bonuspuljen og kvalificere sig til en særligt sæsonafsluttende turnering som sæsonens klimaks.
Da kun nogle få kontaktspillere dukkede op til French Open 1970, godkendte International Lawn Tennis Federation (ILTF) Kramers grand prix-forslag. I april 1970 offentliggjorde forbundets formand, Ben Barnett, oprettelse af grand prix-serien på forsøgsbasis det første år.
Den første turnering under World Championship Tennis (WCT) blev afholdt den 20. januar 1968 i Sydney. Den første NTL-turnering blev spillet den 18. - 21. marts 1968 i São Paulo, Brasilien. I juli 1970 blev NTL fusioneret ind i WCT. I 1971 arrangerede WCT en tour med 20 turneringer med den sæsonafsluttende WCT Finals i november. I slutningen af 1970 havde et panel af journalister rangeret de bedste spillere i verden. De bedste 32 mænd på denne rangliste blev inviteret til at spillet i WCT-turneringerne i 1971, herunde Ilie Năstase, Stan Smith, Jan Kodeš, Željko Franulović og Clark Graebner.
Grand slam-turneringen Australian Open var en del af WCT, mens de øvrige tre store mesterskaber, French Open, Wimbledon-mesterskaberne og US Open, var grand prix-turneringer. Konflikten mellem ILTF, der styrede grand prix-serien, og WCT var så stor, at Rosewall, Gimeno, Laver, Emerson og andre WCT-spillere boykottede US Open 1971. Den tredje professionelle tour det år var US Indoor Circuit, styret af Bill Riordan, Jimmy Connors' fremtidige manager.
I juli 1971 stemte ILTF for at udelukke alle WCT's kontraktspiller fra at deltage i ILTF-turneringen og fra at anvende ILTF-faciliteter fra begyndelsen af 1972. I 1972 udelukkede French Open og Wimbledon-mesterskaberne udelukkede alle kontrakt-professionelle. I april 1972 indgik ILTF og WCT en aftale om at inddele sæsonen 1973 i to dele: en WCT-tour, der løb fra januar til maj, og en grand prix-serien, der varede resten af året. Konflikten mellem ILTF og WCT førte til, at alle tennisspillere deltog i US Open 1972, hvor de enedes om at dannes en spillerforening, Association of Tennis Professionals (ATP), med Jack Kramer, Donald Dell og Cliff Drysdales mellemkomst.
I 1973 var der fire rivaliserende professionelle serier: WCT-serien konkurrerede med US Indoor Circuit fra januar til april, mens grand prix-serien konkurrerede med "European Spring Circuit" indtil juni.
I 1973 opfordrede ATP på kontroversiel vis sine spillere til at boykotte Wimbledon-mesterskaberne 1973 efter en af dens medlemmer, Niki Pilić, blev udelukket af Jugoslaviens tennisforbund, fordi han ikke spillede et Davis Cup-opgør mod New Zealand. ATP's boykot trådte i kraft efter kuldsejlede forhandlinger, og kun tre af foreningens medlemmer – Roger Taylor, Ilie Năstase og Ray Keldie – brød boykotten, hvilket de senere fik en bøde for. Herrerækkerne ved Wimbledon i 1973 bestod derfor primært af andenrangsspillere, lucky losere og ældre spillere såsom Neale Fraser, der nåede finalen i herredouble sammen med sin landsmand John Cooper. I turneringen deltog også talenterne Björn Borg, Vijay Amritraj, Sandy Mayer og John Lloyd foran rekordstore tilskuertal.

### Ledelse
Styringen af Grand Prix-serien blev fra 1974 til 1989 foretaget af Men's International Professional Tennis Council (MIPTC). Dets navn blev i 1988 forkortet til Men's Tennis Council (MTC) MIPTC's havde bl.a. pligt til at idømme bøder for overtrædelse af dets Code of Conduct, dopingtest og administration af Grand Prix-serien. Det flyttede endvidere Australian Open fra turneringens termin i december – der var blevet indført i 1977, så den kunne medtages i grand prix-pointsystemet – til januar fra og med 1987, så Grand Prix Masters kunne blive afholdt i december fra og med 1986. Det lykkede imidlertid ikke for MIPTC at begrænse væksten i antallet af turneringen, idet antallet sted fra 48 i 1974 til 75 i 1989.

## Integration og ophør
World Championship Tennis og Grand prix-serien var adskilte indtil 1978, hvor WCT blev integreret i grand prix-serien. I 1982 blev WCT igen udskilt fra grand prix-serien og skabte en mere kompleks WCT-rangering i stil med grand prix-ranglisten. Adskillelsen var dog kortlivet, og i 1985 absorberede grand prix-serien de resterende fire WCT-turneringer.
Efter mislykkede forhandlinger med MTC om bl.a. organiseringen af grand prix-serien og andre forhold, herunder spillertræthed, afholdt Association of Tennis Professionals (ATP), der på det tidspunkt blev ledet af ranglistens nr. 1, Mats Wilander, en pressekonference på en parkeringsplads under US Open 1988. På pressemødet erklærende ATP, at spillernes forening ville starte sin egen tour i 1990, hvorfor Grand prix-serien i tennis 1989 blev seriens sidste sæson. Grand prix-seriens sidste turnering var Nabisco Masters Doubles 1989, afviklet i Royal Albert Hall den 6. - 10. december 1989, der blev vundet af Jim Grabb og Patrick McEnroe, der slog John Fitzgerald og Anders Järryd i finalen.

### Etableringen af ATP Tour
I 1990 erstattede Association of Tennis Professionals (ATP), ledet af Hamilton Jordan, MTC som det eneste styrende organ for professionel herretennis , og ATP Tour var født. De ni med prestigefulde grand prix-turneringer blev fra starten grupperet i kategorien ATP Championship Series Single Week. I 1996 begyndte Mercedes at sponsorere denne serie af turneringer, der blev rebrandet som "Super 9" indtil 1999. I 2000 blev kategorien omdøbt til Tennis Masters Series, og dette navn holdt indtil 2004, hvor den igen fik nyt navn, ATP Masters Series. Fra 2009 var navnet ATP World Tour Masters 1000, hvilket senere er justeret til ATP Tour Masters 1000 og ATP Masters 1000. Grand Prix-turneringerne på lavere niveau blev oprindeligt kaldt Grand Prix Super Series. De blev overtaget af ATP og navngivet Championship Series. Alle øvrige Grand prix-stævner blev en del af World Series.

## Sæsoner og sponsorer
Baseret på USLTA's årbøger og guides, samt World of Tennis årbøger:
- Pepsi-Cola Grand Prix 1970[11]
- Pepsi-Cola Grand Prix 1971
- Commercial Union Assurance Grand Prix 1972
- Commercial Union Assurance Grand Prix 1973
- Commercial Union Assurance Grand Prix 1974
- Commercial Union Assurance Grand Prix 1975
- Commercial Union Assurance Grand Prix 1976[12]
- Colgate-Palmolive Grand Prix 1977[13]
- Colgate-Palmolive Grand Prix 1978
- Colgate-Palmolive Grand Prix 1979
- Volvo Grand Prix 1980
- Volvo Grand Prix 1981
- Volvo Grand Prix 1982
- Volvo Grand Prix 1983
- Volvo Grand Prix 1984[14]
- Nabisco Grand Prix 1985
- Nabisco Grand Prix 1986
- Nabisco Grand Prix 1987
- Nabisco Grand Prix 1988[15]
- Nabisco Grand Prix 1989

## Ranglister
Hvert år blev grand prix-ranglisten ved sæsonens afslutning opgjort. Ranglisten var baseret på grand prix-pointsystemet og reflekterede ikke nødvendigvis den parallelle ATP's verdensrangliste.
| Sæson | Nr. 1           | Nr. 2           | Nr. 3             | Nr. 4           | Nr. 5            | Nr. 6             | Nr. 7            | Nr. 8            | Nr. 9              | Nr. 10          |
| ----- | --------------- | --------------- | ----------------- | --------------- | ---------------- | ----------------- | ---------------- | ---------------- | ------------------ | --------------- |
| 1970  | Cliff Richey    | Arthur Ashe     | Ken Rosewall      | Rod Laver       | Stan Smith       | Željko Franulović | John Newcombe    | Jan Kodeš        | Tony Roche         | Bob Carmichael  |
| 1971  | Stan Smith      | Ilie Năstase    | Željko Franulović | Jan Kodeš       | Cliff Richey     | John Newcombe     | Pierre Barthès   | Ken Rosewall     | Clark Graebner     | Tom Gorman      |
| 1972  | Ilie Năstase    | Stan Smith      | Manuel Orantes    | Jan Kodeš       | Andrés Gimeno    | Bob Hewitt        | Jimmy Connors    | Tom Gorman       | Andrew Pattison    | Patrick Proisy  |
| 1973  | Ilie Năstase    | John Newcombe   | Tom Okker         | Jimmy Connors   | Manuel Orantes   | Jan Kodeš         | Stan Smith       | Tom Gorman       | Björn Borg         | Arthur Ashe     |
| 1974  | Guillermo Vilas | Jimmy Connors   | Manuel Orantes    | Björn Borg      | Raúl Ramírez     | Ilie Năstase      | Onny Parun       | Harold Solomon   | Arthur Ashe        | Stan Smith      |
| 1975  | Guillermo Vilas | Manuel Orantes  | Björn Borg        | Arthur Ashe     | Ilie Năstase     | Jimmy Connors     | Raúl Ramírez     | Adriano Panatta  | Harold Solomon     | Eddie Dibbs     |
| 1976  | Raúl Ramírez    | Manuel Orantes  | Jimmy Connors     | Eddie Dibbs     | Harold Solomon   | Guillermo Vilas   | Roscoe Tanner    | Wojciech Fibak   | Brian Gottfried    | Björn Borg      |
| 1977  | Guillermo Vilas | Brian Gottfried | Björn Borg        | Manuel Orantes  | Eddie Dibbs      | Roscoe Tanner     | Raúl Ramírez     | Jimmy Connors    | Vitas Gerulaitis   | Harold Solomon  |
| 1978  | Jimmy Connors   | Björn Borg      | Eddie Dibbs       | Raúl Ramírez    | Harold Solomon   | John McEnroe      | Guillermo Vilas  | Brian Gottfried  | Corrado Barazzutti | Arthur Ashe     |
| 1979  | John McEnroe    | Björn Borg      | Jimmy Connors     | Guillermo Vilas | Vitas Gerulaitis | Roscoe Tanner     | José Higueras    | Harold Solomon   | Eddie Dibbs        | Víctor Pecci    |
| 1980  | John McEnroe    | Ivan Lendl      | Jimmy Connors     | Björn Borg      | Gene Mayer       | Harold Solomon    | Guillermo Vilas  | José Luis Clerc  | Eliot Teltscher    | Brian Teacher   |
| 1981  | Ivan Lendl      | John McEnroe    | Jimmy Connors     | José Luis Clerc | Guillermo Vilas  | Björn Borg        | Roscoe Tanner    | Eliot Teltscher  | Vitas Gerulaitis   | Yannick Noah    |
| 1982  | Jimmy Connors   | Guillermo Vilas | Ivan Lendl        | John McEnroe    | Mats Wilander    | Vitas Gerulaitis  | José Higueras    | Johan Kriek      | Andrés Gómez       | Steve Denton    |
| 1983  | Mats Wilander   | Ivan Lendl      | John McEnroe      | Jimmy Connors   | Yannick Noah     | Jimmy Arias       | José Higueras    | Andrés Gómez     | José Luis Clerc    | Eliot Teltscher |
| 1984  | John McEnroe    | Jimmy Connors   | Ivan Lendl        | Mats Wilander   | Andrés Gómez     | Joakim Nyström    | Henrik Sundström | Eliot Teltscher  | Anders Järryd      | Tomáš Šmíd      |
| 1985  | Ivan Lendl      | John McEnroe    | Mats Wilander     | Stefan Edberg   | Boris Becker     | Jimmy Connors     | Yannick Noah     | Anders Järryd    | Johan Kriek        | Joakim Nyström  |
| 1986  | Ivan Lendl      | Boris Becker    | Stefan Edberg     | Joakim Nyström  | Yannick Noah     | Mats Wilander     | Henri Leconte    | Andrés Gómez     | Jimmy Connors      | Miloslav Mečíř  |
| 1987  | Ivan Lendl      | Stefan Edberg   | Mats Wilander     | Miroslav Mečíř  | Boris Becker     | Jimmy Connors     | Pat Cash         | Brad Gilbert     | Tim Mayotte        | Andrés Gómez    |
| 1988  | Mats Wilander   | Boris Becker    | Stefan Edberg     | Andre Agassi    | Ivan Lendl       | Henri Leconte     | Jimmy Connors    | Tim Mayotte      | Jakob Hlasek       | Kent Carlsson   |
| 1989  | Ivan Lendl      | Boris Becker    | Stefan Edberg     | Brad Gilbert    | John McEnroe     | Michael Chang     | Andre Agassi     | Aaron Krickstein | Alberto Mancini    | Jay Berger      |

### Vindere
| Titler | Spiller         | Sæsoner                      |
| ------ | --------------- | ---------------------------- |
| 5      | Ivan Lendl      | 1981, 1985, 1986, 1987, 1989 |
| 3      | John McEnroe    | 1979, 1980, 1984             |
| 3      | Guillermo Vilas | 1974, 1975, 1977             |
| 2      | Jimmy Connors   | 1978, 1982                   |
| 2      | Ilie Nastase    | 1972, 1973                   |
| 2      | Mats Wilander   | 1983, 1988                   |
| 1      | Raúl Ramírez    | 1976                         |
| 1      | Cliff Richey    | 1970                         |
| 1      | Stan Smith      | 1971                         |